# Erebia bonisa
Erebia bonisa är en fjärilsart som beskrevs av Ruggero Verity 1925. Erebia bonisa ingår i släktet Erebia och familjen praktfjärilar. Inga underarter finns listade i Catalogue of Life.